# Гюпферство
Гюпферство (танцующие братья) — одно из течений в меннонитстве.
Название происходит от ритуальных действий, сопровождавших молитвенное собрание, в ходе которого меннониты-гюпферы прыгали, плясали, хлопали в ладоши, бравурно исполняли молитвенные песни, обосновывая это ссылками на царя Давида, прыгавшего перед ковчегом (2 Цар. 6:14), а также на псалом 46 и Послание апостола Павла к филиппийцам (4:4). Сами себя они считали истинными последователями Менно Симонса и называли «чадами благодати».
На основе гюпферства внутри меннонитства возникли различные деноминации, вызванные имущественным неравенством, сложившимся к сороковым годам   девятнадцатого века в меннонитских колониях, в том числе "братские меннониты".